# Flor de equipo
Flor de equipo fue un programa de televisión argentina, de género magazine, emitido por Telefe desde el 9 de noviembre de 2020 hasta el 10 de junio de 2022. La conducción estuvo a cargo de la actriz y presentadora Florencia Peña. Tras la renuncia de la conductora  y varios reemplazos, el programa fue reemplazado por A la Barbarossa, conducido por la actriz y comediante Georgina Barbarossa.

## Sinopsis
El programa tocaba temas de actualidad e interés general (espectáculos, entrevistas, humor, información y un segmento especial de cocina). Estaba conducido en sus comienzos por Florencia Peña que luego sería reemplazada por Denise Dumas. Emitido por la cadena de televisión argentina Telefe, contaba con la coproducción de Kuarzo Entertainment Argentina y era un programa matutino semanal que se realizaba de lunes a viernes de 11:30 a 13:00.

## Segmentos
- Flor y sus redes
- Cocinando con Kari
- Bailando con Flor
- Clima de la farándula
- Recreo
- Amigos con derecho a Pileta
- Cuestionario intragable

## Equipo
| Florencia Peña            | Conductora | Conductora | Conductora |
| Nancy Pazos               | Panelista  | Panelista  | Panelista  |
| Noelia Antonelli          | Panelista  | Panelista  | Panelista  |
| Paulo Kablan              | Panelista  | Panelista  | Panelista  |
| Marcelo Polino            | Panelista  | Panelista  |            |
| Tomás Dente               |            | Panelista  |            |
| Analía Franchín           |            | Panelista  | Panelista  |
| Silvina Luna              |            |            | Panelista  |
| Nicolás Peralta           |            |            | Panelista  |
| Jorgelina Aruzzi          | Humorista  |            |            |
| Martín "Campi" Campilongo | Humorista  | Humorista  |            |
| Karina Gao                | Cocinera   | Cocinera   |            |
| Georgina Barbarossa       |            | Conductora |            |
| Zaira Nara                |            | Conductora | Conductora |
| Denise Dumas              |            |            | Conductora |